# Йозеф Франк (медик)
Йозеф Франк (Юзеф Франк, Йосип Іванович Франк, нім. Joseph Frank, пол. Józef Frank, лит. Jozefas Frankas; 23 грудня 1771, Раштат — 18 грудня 1842, Італія) — вчений-медик, доктор медицини (1794); професор Віленського університету (1805—1823).

## Біографія
Йозеф був сином відомого в ті часи у Європі лікаря Йогана Петера Франка (Іван Петрович Франк), сформував основи соціальної гігієни та судової медицини. Вивчав медицину спершу в Геттінгені, потім в Павії, де й здобув ступінь доктора. Працював разом з батьком в Павії та Відні.
У 1804 році батько з сином переселилися з Відня до Вільно. У наступному році Йоган Франк був запрошений на роботу до Санкт-Петербурга, а свою кафедру внутрішніх хвороб у Віленському університеті та клініку в Вільно передав своєму синові Йозефу.

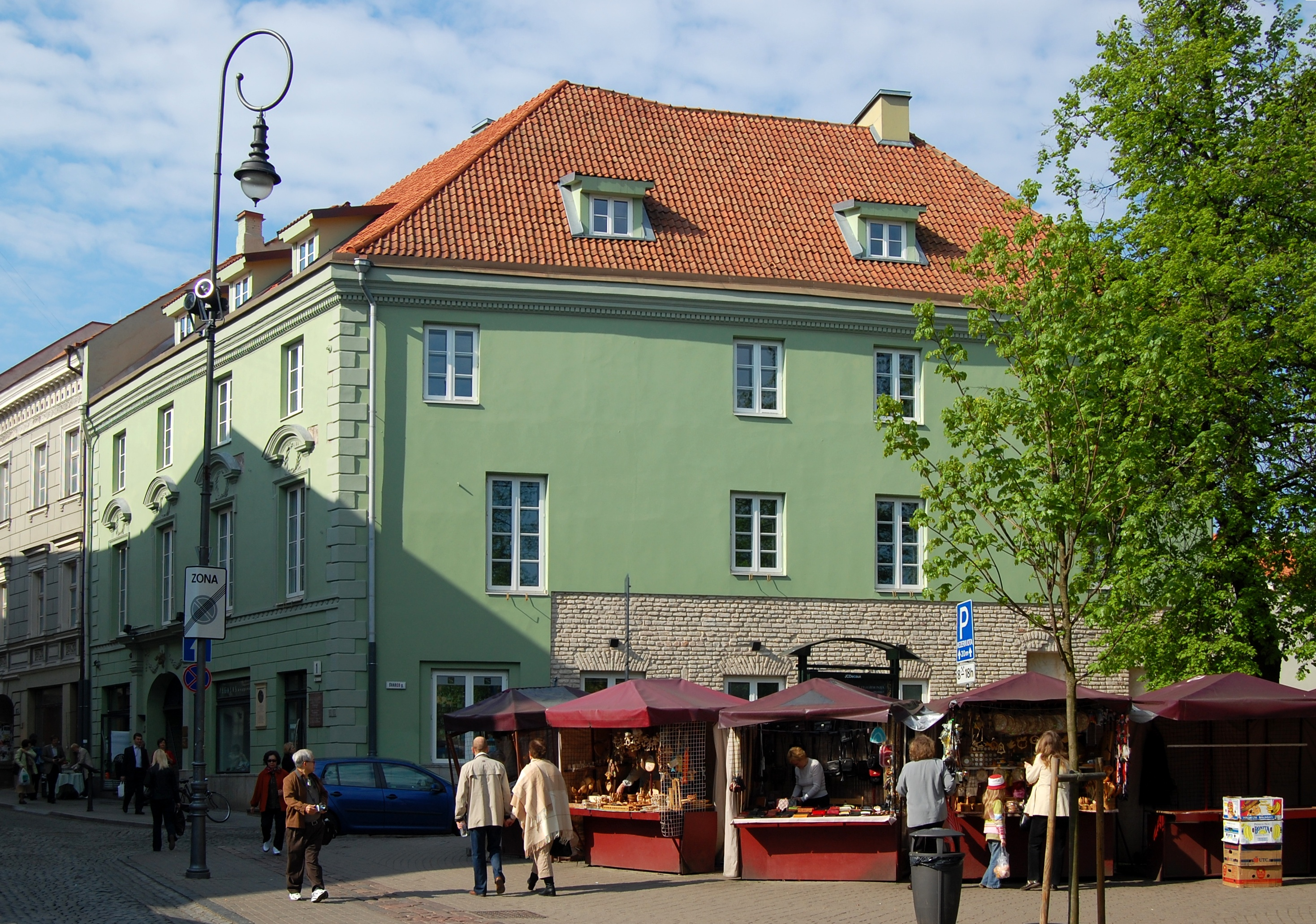
Будинок Франка у Вільно

Йозеф Франк в 1804-1823 роках викладав в університеті патологію і спеціальну терапію. Читав лекції латинською мовою. З 1805 року Франк керував клінікою, засновану його батьком й у цьому ж році заснував Віленське медичне товариство, і перші двадцять років був його секретарем, а наступні три роки — головою. За його ініціативою були засновані: благодійне товариство (1807), Товариство віспощеплення (Інститут вакцинації; 1808), Інститут материнства (1809), музей патологічної анатомії, клініка для відвідувачів (амбулаторія). Також він заснував службу термінової медичної допомоги — прототип швидкої допомоги. Бідних, особливо дітей, лікував безплатно. Завдяки його старанням при університеті було започатковано виплати 50 стипендій для бідних студентів.

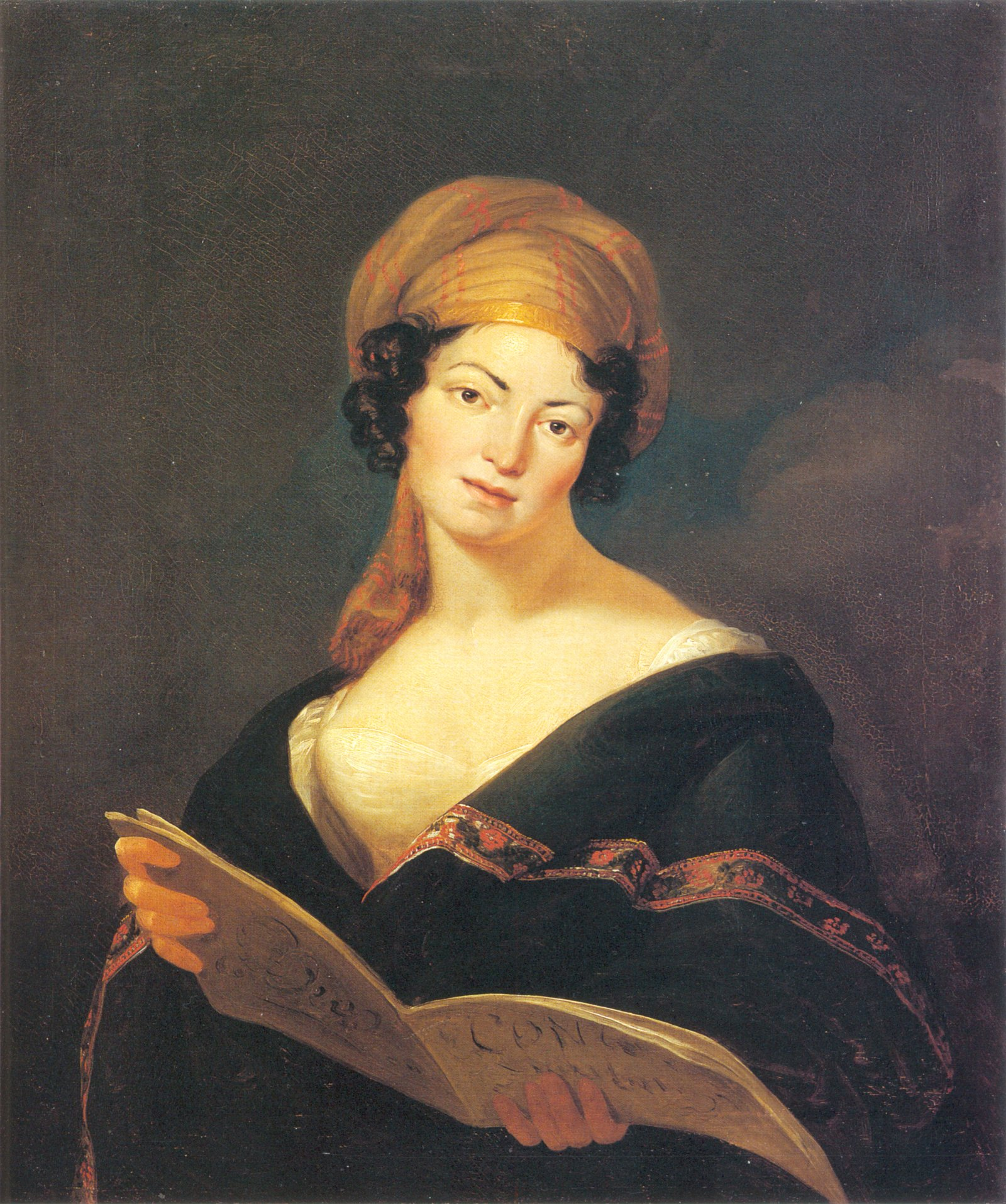
Ян Рустем. Портрет Крістіни Франк (бл. 1819)

Дружиною Йозефа Франка була відома співачка Крістіна Герхард, учениця композитора Йозефа Гайдна. Для збору коштів на здійснення своїх задумів Франк влаштовував постановки опер і концерти, в яких брала участь Крістіна Франк.
Професор Франк мав репутацію працьовитого і співчутливого до бідних, дуже освіченої людини, яка розуміється в музиці та образотворчому мистецтві. Серед віленських жителів він був дуже популярний. Його квартиру на другому поверсі східного корпусу будинку на вулиці Великій, в якому він прожив двадцять років, часто відвідували викладачі та студенти, артисти й літератори. Завдяки цьому за будівлею закріпилася назва <i>будинку Франка</i>, хоча він і не був його власником.
Вийшовши на пенсію, Франк поїхав до Італії, оселився у власній віллі на березі озера Комо; там і помер у 1842 році.

## Внесок у медицину

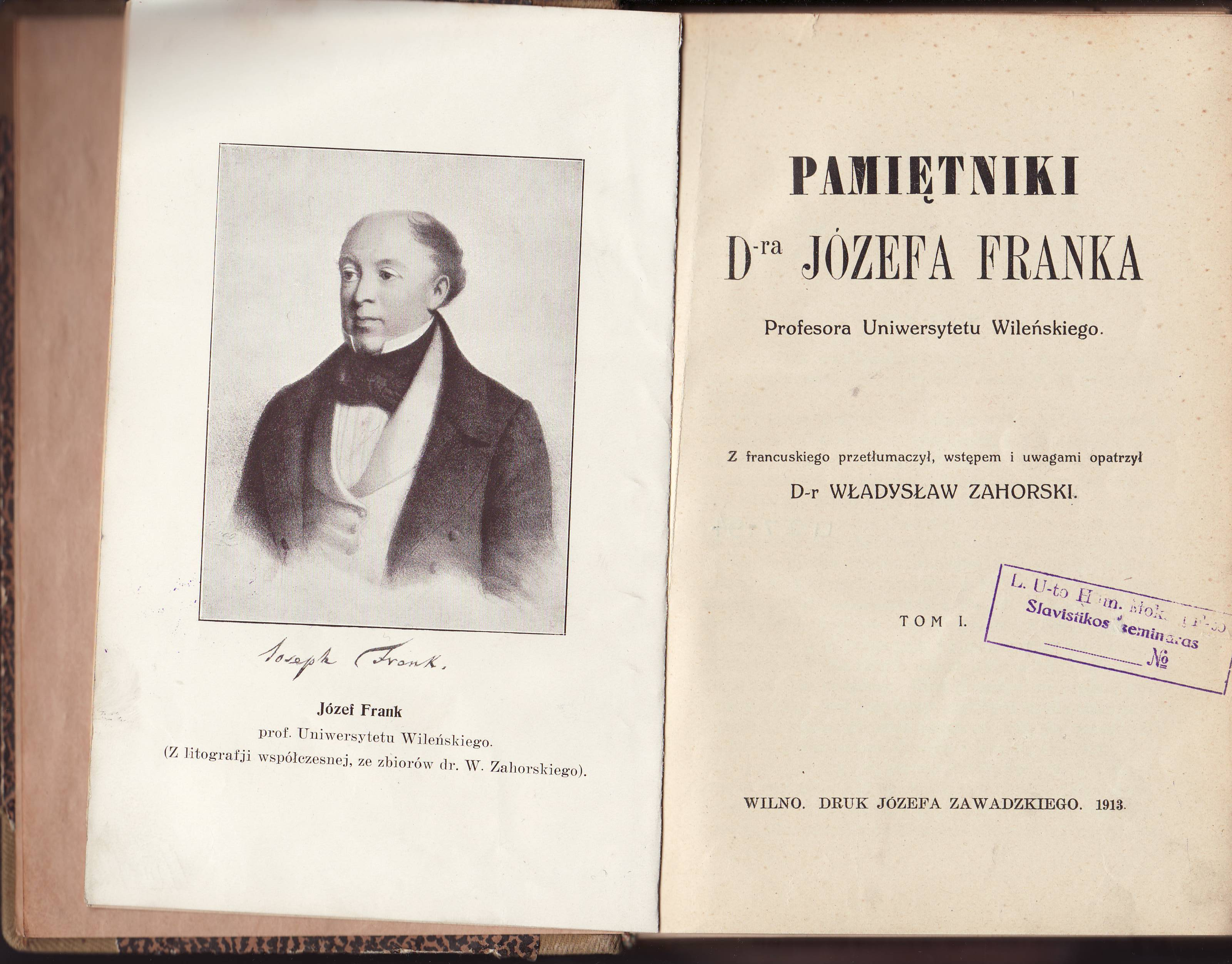
Польське видання спогадів Йозефа Франка (1913)

Йозеф Франк вперше в Литві розпочав досліджувати захворюваність та смертність населення, вивчав зв'язок хвороб з місцевістю та з її кліматичними особливостями. Він ввів в медичну практику написання історії хвороби та обов'язковий розтин померлих в клініках. Також активно займався розповсюдженням наукових знань серед жителів Вільно.
Писав наукові праці та медичні посібники. Спочатку вважався одним із найбільших прихильників вчення англійського лікаря Джона Броуна. Перші твори Йозефа Франка майже повністю були присвячені суто розвитку і поширенню цього вчення. До цього періоду належать два його твори: „Handbuch der Toxicologie, nach den Grundsätzen der Brownschen Arzneilehre“ (1800) і „Grundriss der Pathologie nach den Gesetzen der Erregungstheorie“ (1803).
Найвагоміша наукова праця Й. Франка — «Правила практичної медицини» — впродовж багатьох років була енциклопедією лікування, настільною книгою для студентів, медиків і лікарів. У наступних творах помічається значне охолодження до вчення Броуна. Крім того, Франк опублікував „Acta instituti clinici Caesareae universitatis Vilnensis“ (1808—1812; німецьке видання вийшло в 1810 році) і важлива наукова робота латинською мовою „Praxeos medicae universae praecepta“ (1811-1824; друге видання — 1826—1843; німецьке видання — Лейпциг, 1828—1843).
Написав також спогади, які містять цінні відомості про культурне та соціальне життя Вільнюса і Литви першої чверті XIX століття.

## Наукові праці
- Praxeos medicae universae praecepta («Правила практичної медицини» (1811—1824; друге видання — 1826—1843; німецьке видання — Лейпциг, 1828—1843)
- Handbuch der Toxicologie, nach den Grundsätzen der Brownschen Arzneilehre («Підручник токсикології», 1800; друге видання — 1815 року, польською мовою)

- Jozefas Frankas. Atsiminimai apie Vilnių / Iš prancūzų kalbos vertė Genovaitė Dručkutė. — Vilnius : Mintis, 2001. — 624 с. — ISBN 5-417-00832-X. (лит.) («Спогади», написані французькою мовою; опубліковані також польською мовою, 1913; литовською — в 2001 році)